# Мясоедово (Белгородская область)
Мясое́дово — село в Белгородском районе Белгородской области. Входит в Беловское сельское поселение.

## География
Село находится на левом овражистом берегу реки Разумная. Выше по течению на реке устроено водохранилище, ниже — расположено непосредственно граничащее на юго-западе с Мясоедово село Севрюково. Высоты овражистого берега, на котором стоит село, к востоку повышаются (высочайшая точка — 220,1 м — находится юго-восточнее села). Возвышенности восточнее и юго-восточнее Мясоедово поросли лесом (урочища Черемошное, Коренская Дача, растёт преимущественно дуб). Некоторые овраги и балки по берегам реки в районе села имеют названия: северо-восточнее, у берега водохранилища — балка Мелки, на противоположном от Мясоедово, правом берегу Разумной — балка Пашенный Лог, также на правом берегу, к северу от села — урочище Калинина. Восточнее села проходит ЛЭП.

## История
«Подлинная переписная книга посадских дворов в городе Белгороде, и поместий, и вотчин, и сёл, и деревень, и дворов в станах Саженском, Розумницком, Коренском и Корочанском, переписи Афанасия Фёдоровича Боборыкина да подьячего Ивана Гаврилова, 1646 года» сообщает, что в Разумницком стане Белгородского уезда имелась деревня Мясоедова, стоявшая на притоке реки Корень под названием Гремячий Колодезь, у Коренского леса (ныне лес Коренская Дача юго-восточнее Мясоедово). Поместья в деревне числились за детьми боярскими (всего 11 дворов).
В 1761 году в селе построена деревянная однопрестольная церковь в честь Рождества Христова, впоследствии заменённая на каменную. В 1934 году церковь была закрыта, в годы Великой Отечественной войны была разрушена в ходе боёв.
В 1872 году в селе открыта земская школа, где занятия вели один учитель и один законоучитель. С 1918 года, после Октябрьской революции, она утратила статус земской школы. В 1923 году преобразована в неполную среднюю школу. В 1931 году в Мясоедово заработала семилетняя школа. В 1989 году для школы было построено новое здание. С 1990 года школа работала в режиме учебно-воспитательного центра. С 2008 года она имеет статус основной общеобразовательной школы, относится к числу малокомплектных школ.
По состоянию на 1 января 1882 года в селе Мясоедово было 180 дворов и 1183 человека жителей, одна школа, одна церковь, питейное заведение. Население занималось земледелием, средний надел земли составлял 2,2 десятины. В 1929 году в селе создано коллективное хозяйство, которое первоначально объединяло 12 бедных крестьянских дворов и имело всего 5 лошадей. В 1933 году в колхоз поступил первый американский трактор «Fordson».

### Мясоедовское подполье
Мясоедово очень сильно пострадало в годы Великой Отечественной войны. Первый раз село было оккупировано осенью 1941 года, во время отступления войск советского Юго-Западного фронта на восток после сентябрьской катастрофы под Киевом. 24 октября 1941 года 21-я армия оставила Белгород под натиском 29-го армейского корпуса вермахта. Линия фронта на несколько месяцев стабилизировалась восточнее Мясоедово.
В оккупированном Мясоедово действовала подпольная комсомольско-молодёжная группа. В Белгородском районе был создан партизанский отряд под командованием А. А. Полякова, базировавшийся в лесах (на сегодня это район посёлка Батрацкая Дача), и с целью сбора разведывательных данных для отряда 18 октября 1941 года при участии секретаря Белгородского райкома комсомола Ф. Ф. Губарева в Мясоедово и Севрюково была создана подпольная группа. Её возглавили секретарь комсомольской организации колхоза «Новый быт» села Мясоедово звеньевая Мария Кирилловна Ушакова и сельский учитель географии Андрей Никитич Золотухин. Кроме них, в подпольной группе первоначально состояли ещё только комсомольцы Василий Иосифович Ушаков и Алексей Андреевич Спесивцев. Впоследствии они смогли привлечь к разведывательной деятельности некоторое количество комсомольцев и пионеров в Мясоедово и Севрюково.
Комсомольцы-подпольщики собирали сведения о численности личного состава и техники в населённых пунктах, о пособниках гитлеровцев, о расположении линий связи, снабжали партизан продуктами, распространяли листовки и газеты. 19-20 ноября партизаны предприняли попытку освободить Мясоедово, однако она оказалась неудачной, и отряду пришлось отступить в Шебекинские леса. 21 ноября по подозрению в связях с партизанами в Мясоедово было расстреляно 4 человека (Алексей Спесивцев и его отец, Василий Ушаков и ещё один неизвестный).
17 декабря в Севрюково местными пособниками фашистов были арестованы и расстреляны в пойме реки Мария Ушакова и ещё четверо колхозников. В конце декабря был предан и расстрелян связной партизанского отряда Андрей Золотухин. В декабре расстрелян пионер Витя Лупандин. В связи с высокой активностью партизан в этом районе 7 января 1942 года в село прибыл карательный отряд: местные жители были выселены, а их дома сожжены. В эти же дни был схвачен и убит оккупантами член подпольной группы пионер Ваня Шишканов, уходивший вместе с братом из Мясоедово в село Боровское (его брат был ранен, но остался жив). Всего в Мясоедово расстреляно более 40 человек, разрушена большая часть построек. Некоторые члены комсомольской подпольной группы смогли уйти к партизанам, некоторые оказались в рядах 21-й армии. В июне-июле 1942 года линия фронта стала сдвигаться от Мясоедово дальше на восток, к Дону.

### Бои 1943 года
Село было освобождено стремительным наступлением Красной Армии в феврале 1943 года, в ходе Харьковской наступательной операции. 7 февраля силами 40-й армии был освобождён город Короча, а уже 8-9 февраля — Белгород и Шебекино. Однако в ходе неудачной Харьковской оборонительной операции советские войска не смогли остановить немецкое контрнаступление, и 18 марта Белгород вновь был занят немцами.

С. А. Путилов

Ц. С. Расковинский

В ходе Курской битвы Мясоедово, располагавшееся на южном фасе Курской дуги, вновь оказалось в центре боевых действий. В период с 6 по 10 июля 1943 года немецко-фашистские войска, наступавшие с позиций на Северском Донце южнее Белгорода, заняли село Беловское. 11-12 июля, наступая дальше на север, в конечном итоге по направлению на Прохоровку, немецкие части заняли долину Разумной, в том числе и район Мясоедово. В ходе оборонительных боёв у Мясоедово в составе 7-й гвардейской армии отличился будущий Герой Советского Союза С. А. Путилов.
Во второй половине июля 1943 года началось контрнаступление советских войск, на первом этапе отбросившее немецкие силы на рубежи, занимаемые ими до начала Курской битвы. В ходе боёв 23-25 июля Мясоедово второй раз было освобождено силами 69-й армии. За умелые действия при освобождении села Мясоедово и находящегося севернее села Мелихово звание Герой Советского Союза получил Ц. С. Расковинский.
Всего в боях июля 1943 года у Мясоедово погибло более 900 человек. С фронтов Великой Отечественной войны не вернулось 120 жителей села. После войны в селе располагалось отделение совхоза «Заря».

## Население
| 2002 | 2010 |
| ---- | ---- |
| 428  | ↗464 |

На 1 января 2014 года в селе, по некоторым данным, проживало 528 человек. По состоянию на 1989 год население Мясоедово приблизительно составляло 310 человек.
По данным переписи 2002 года, 96 % населения села составляли русские. По данным переписи 2010 года, национальный состав населения села был следующим:
- русские — 430 чел. (92,7 %);
- украинцы — 18 чел. (3,9 %);
- аварцы — 6 чел. (1,3 %);
- татары — 6 чел. (1,3 %);
- туркмены — 4 чел. (0,9 %).

## Улицы
- Золотухина
- Коновалова
- Луговая
- Марии Ушаковой
- Советская
- Траубе
- Трунова
- Шишканова[10]

## Инфраструктура
- МОУ «Мясоедовская основная общеобразовательная школа».
- Мясоедовский сельский клуб.
- Мясоедовский фельдшерско-акушерский пункт.
- Мясоедовская библиотека[11].
- Детское дошкольное учреждение.
- Филиал музыкальной школы пгт Северный.
- Молочно-товарные фермы ООО «Экофермы».
- 2 частных автохозяйства.
- Машинно-тракторная станция.
- Недействующая ферма крупного рогатого скота.
- 175 жилых домов[6].

## Транспорт
Село связано с областным центром, городом Белгородом, пригородным автобусным маршрутом № 114 (завод «Энергомаш» — Новосадовый — Ближняя Игуменка — Севрюково — Мясоедово).

## Достопримечательности
- Братская могила 1098 советских воинов 81-й, 94-й гвардейских дивизий, 270-й стрелковой дивизии, 31-й бригады, 1849-го истребительно-противотанкового полка, погибших в боях с фашистскими захватчиками в июле 1943 года[6].
- Братская могила активистов Мясоедовского комсомольско-молодёжного подполья А. Н. Золотухина, В. И. Ушакова и А. А. Спесивцева, расстрелянных немецко-фашистскими захватчиками в 1941 году, с обелиском[6]. Именем Андрея Золотухина, кроме того, названа одна из улиц села; Василий Ушаков в 1943 году посмертно был награждён Орденом Отечественной войны II степени[7].
- Библиотека-музей «Мясоедовское подполье», открытая в новом качестве 5 августа 2014 года[13]. Сам музей существует с 1973 года[6]. В нём представлена экспозиция, посвящённая героям комсомольского подполья в Мясоедово: Марии Ушаковой (в 1943 году посмертно награждена Орденом Отечественной войны I степени[7], улицы её имени есть в Мясоедово и Беловском, на месте расстрела Марии Ушаковой и Вити Лупандина в Севрюково установлен памятный знак), Вите Лупандину (кроме памятного знака на месте гибели, в Севрюково есть улица его имени), Ване Шишканову (его имя носит одна из улиц Мясоедово) и другим. Кроме того, музей рассказывает о боевом пути советского военного деятеля М. Е. Трунова[13] (в честь него названа одна из улиц села), содержит материалы 270-й стрелковой дивизии и 1849-го истребительно-противотанкового полка, материалы воевавшего в этих местах Маркса Ивановича Алфёрова, старшего брата лауреата Нобелевской премии по физике Жореса Алфёрова[6].